# Logan Paul
Logan Alexander Paul (* 1. April 1995 in Westlake, Ohio) ist ein US-amerikanischer Influencer, Schauspieler und Wrestler. Erste Aufmerksamkeit erlangte er durch Videos, die er auf der inzwischen inaktiven Internet-Video-Plattform Vine teilte. In seinen 6-Sekunden-Videos unterhielt er seine Fans oft mit Slapstick und überraschenden Spagaten in der Öffentlichkeit.
Später begann Logan Paul mit dem Schauspielen in Fernsehfilmen. Er hatte Gastauftritte in Serien wie Law & Order: Special Victims Unit oder Weird Loners. Hauptrollen spielte er beispielsweise in der YouTube-Red-Serie Foursome, dem 2016 erschienenen YouTube-Red-Film The Thinning oder dem im Jahr 2019 erschienenen Film Airplane Mode, dessen Drehbuch ein Freund schrieb.
Seit 2022 steht er als Teilzeit-Wrestler bei der World Wrestling Entertainment unter Vertrag und gewann dort bereits einmal die WWE United States Championship.

## Leben
Logan Paul wuchs mit seinen inzwischen getrennt lebenden Eltern und seinem Bruder Jake Paul im US-Bundesstaat Ohio auf, wo er die Westlake High School besuchte. Während seiner Schulzeit spielte er American Football. Im Jahr 2013 gewann er den fünften Platz der OHSAA State Championships, dem Ring-Wettkampf für weiterführende Schulen im Bundesstaat Ohio.
Zum Zeitpunkt von Logan Pauls Wechsel auf das College hatte er mit seinem YouTube-Kanal bereits eine bescheidene Anzahl an Abonnenten gesammelt. Er studierte an der Ohio University, bevor er 2014 ausstieg, um eine Karriere als Vollzeit-Social-Media-Entertainer weiter zu verfolgen. Paul zog mit einigen anderen Vine- und Social-Media-Stars in einen Apartmentkomplex in Los Angeles.

## Karriere

### Social-Media-Videos
Pauls Karriere begann 2013 auf der Internet-Plattform Vine. Im Februar 2014 hatte er auf verschiedenen Social-Media-Plattformen über 3,1 Millionen Follower erreicht. Im August 2017 hatte er 2,4 Mio. Twitter-Follower, 16 Mio. auf Instagram, 15,7 Mio. Likes auf seiner Facebook-Seite und um die 15 Mio. Abonnenten auf YouTube. Eine Zusammenstellung seiner Vines, die er auf YouTube hochlud, erreichte über 4 Millionen Aufrufe in nur einer Woche. 2015 bekam er den Rang des zehnteinflussreichsten Viners, während ihm seine 6-Sekunden-Videos Hunderttausende US-Dollar über Werbung einbrachten. Im Oktober jenes Jahres hatten allein seine Videos auf Facebook über 300 Millionen Aufrufe.
Paul bezeichnet sein Publikum als „Logang“, ein Kofferwort aus seinem Vornamen und „Gang“.
Am 12. September 2016 postete er seinen ersten Vlog auf seinem Vlog-Kanal „Logan Paul Vlogs“, auf dem er jeden Tag einen Vlog veröffentlicht. Auf seinem Hauptkanal TheOfficialLoganPaul postet er Kurzfilme.
Anfang 2016 war er auf dem Titelbild des amerikanischen Werbemagazins ADWEEK. Auch an Werbekampagnen für Hanes, Pepsi und HBO nahm er teil.
Auch 2016 kaufte der US-amerikanische Kabelnetzbetreiber Comcast Pauls Kurzform-Fernsehserie Logan Paul Vs. Die erste Staffel wurde bereits auf Comcasts Videoplattform Watchable veröffentlicht.
Im Februar 2017 postete Dwayne „The Rock“ Johnson auf seinem eigenen YouTube-Kanal „Logan Paul has been cut from, like, all The Rock’s movies“, ein Video mit ihm und Logan Paul, in dem er Logan Paul mitteilt, dass dessen Szenen aus allen Filmen von Johnson geschnitten wurde, und, um ihn aufzumuntern, zum „Botschafter“ des neuen Films Baywatch macht. Im April kam er wieder mit Paul zusammen für „Logan Paul is, like, totally terrible at falling in love with Alexandra Daddario“, der erste Teil eines Video-Sketches, in welchem Paul versucht, Johnson zu beeindrucken, um eine Rolle in Baywatch zu bekommen und sich dabei in Schauspielerin Alexandra Daddario verliebt. Im selben Monat erschien der dritte Teil der Summer Saga, Logan Paul, like, finally gets a call from Alexandra Daddario, in welchem Paul endlich einen langerwarteten Anruf von Daddario erhält, die dann allerdings nur nach Desiigners Telefonnummer fragt. Auch zur Summer Saga gehört The Rock and Logan Paul’s “The Song Of The Summer” ft. Desiigner. Den Gesang lieferten Logan Paul, Desiigner, David Hasselhoff und Adeline Mocke, welche allerdings nicht in den Credits vorkommt.

### Mode
Seit 2017 verkauft Logan Paul seine eigene Modekollektionen unter dem Namen „Maverick by Logan Paul“.

### Film und Fernsehen

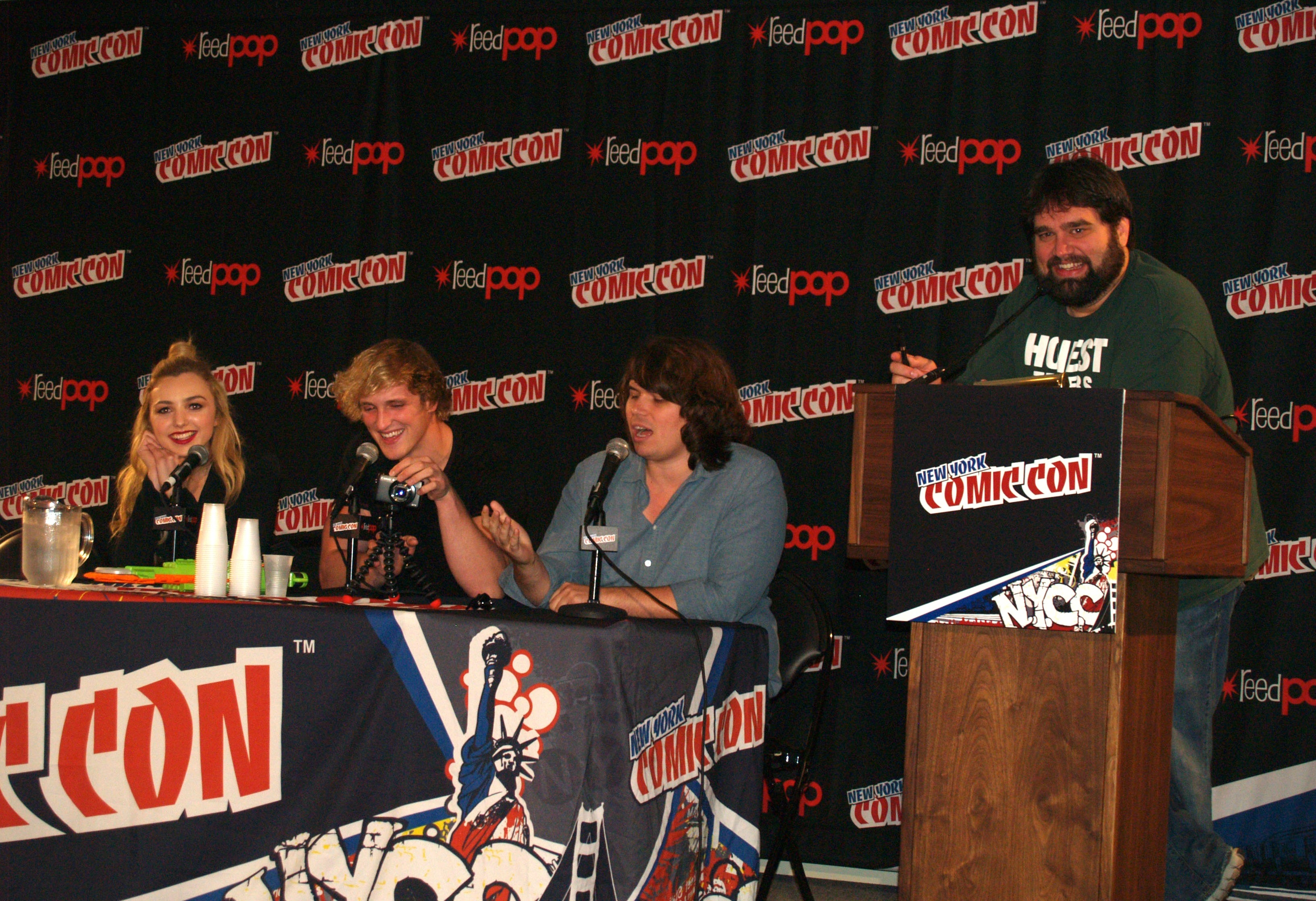
Paul bei Diskussion über The Thinning bei der New York Comic Con mit (links nach rechts) Co-Star Peyton List, Autor/Regisseur Michael J. Gallagher und Moderator Andy Signore.

Früh im Jahr 2015 hatte Paul eine Rolle in Law & Order: Special Victims Unit. In der Fox-Fernsehserie Weird Loners spielte er die Paul-Zwillinge. Auch in der ABC-Familienserie Stitchers trat er auf. 2016 spielte er, neben Peyton List, Blake in The Thinning auf YouTube Red.
Paul schrieb das Drehbuch für die Komödie Airplane Mode, welche als „American Pie für die Generation Z“ gilt, und von Paul selbst als „Expendables mit Internetstars“ bezeichnet wird.
Paul nahm im März 2021 als Grandpa Monster an der fünften Staffel der US-amerikanischen Version von The Masked Singer teil, in der er als vierter Kandidat ausschied.

### Mitgründer von Prime
Anfang 2022 brachte Logan Paul, zusammen mit KSI, ein Erfrischungsgetränk mit dem Namen Prime auf den Markt.

### Wrestling
2022 trat er bei der von der WWE veranstalteten Großveranstaltung WrestleMania 38 in einem Wrestlingmatch zusammen mit The Miz gegen Rey Mysterio und dessen Sohn Dominik Mysterio an. Dieses Match konnten sie für sich entscheiden. Er trat zuvor auch in den WWE-Raw-Shows auf, bei denen er Teil einer Wrestling-üblichen Fehde war. Im Juni 2022 unterzeichnete Logan Paul den WWE Vertrag. Am 5. November 2022 trat er bei Crown Jewel (2022) gegen Roman Reigns um die Undisputed WWE Universal Championship an, dieses Match verlor er jedoch. Beim Royal Rumble 2023 hatte Logan Paul einen Auftritt als Nummer 29, bei welchem er Seth Rollins aus dem Match eliminierte.
Am 4. November 2023 gewann er bei Crown Jewel (2023) die WWE United States Championship, hierfür besiegte er Rey Mysterio. Nach einer 273 tägigen Regentschaft verlor er den Titel am 3. August 2024 bei der Großveranstaltung SummerSlam an LA Knight. Am 18. Dezember wurde im Rahmen eines speziellen Kickoff-Streams zur Feier des Streaming-Starts der WWE mit Netflix Pauls Beitritt zur Marke Raw bekannt gegeben, wo er den Wunsch äußerte, WWE-Champion zu werden. Er nahm am Royal Rumble 2025 als 30. Teilnehmer teil und eliminierte CM Punk und AJ Styles, bevor er schließlich von John Cena eliminiert wurde.
In der Raw-Folge vom 10. Februar besiegte Paul Rey Mysterio und qualifizierte sich so für das Elimination-Chamber-Match in Toronto. Dabei wurde er aber von CM Punk eliminiert. Bei WrestleMania 41 kämpfte Logan Paul gegen AJ Styles und konnte diesen auch besiegen. Bei Saturday Night’s Main Event am 24. Mai 2025 verlor er den Hauptkampf gegen Champion Jey Uso. An der Seite von John Cena verlor er auch den Main Event von Money in the Bank am 7. Juni 2025 gegen Jey Uso und Cody Rhodes. Beim Summerslam 2025 hingegen gewann er an der Seite von Drew McIntyre gegen Randy Orton und Jelly Roll.    

## Kritik
Durch sein kontroverses Verhalten im Umgang mit bestimmten Themen und seiner Rolle gegenüber seiner jungen Hauptzielgruppe steht Paul regelmäßig in der Kritik.
Am 31. Dezember 2017 veröffentlichte Logan Paul ein Video auf seinem YouTube-Kanal, in welchem er gemeinsam mit anderen YouTubern den Aokigahara, einen als „Selbstmord-Wald“ bekannten Wald in Japan, aufsucht. Er wollte im Rahmen einer „Overnight-Challenge“ 24 Stunden mit seinen Freunden dort verbringen. Dabei entdeckten sie eine Leiche, ließen die Kameras laufen und zeigten Bilder der unkenntlich gemachten Person. Das Video erreichte über 6 Millionen Aufrufe auf YouTube, bis Logan Paul es nach heftiger Kritik persönlich löschte, wobei auf YouTube das Video von den Plattformbetreibern selbst bereits nach Kurzem entfernt worden war. Auf Twitter bat der YouTuber in einer Videobotschaft seine Fans und die Angehörigen des Opfers um Entschuldigung. Die Aktion löste eine Debatte über die Moderation auf sozialen Netzwerken aus; er selbst nahm sich eine kurze Auszeit.
Im Februar 2018 geriet Logan Paul in die Kritik, nachdem er in einem Video einen Karpfen aus dem Wasser geholt und an ihm eine Herzdruckmassage imitiert hatte, bis dieser erstickt war. Außerdem schoss er mit einem Elektroschocker mehrmals auf eine tote Ratte, woraufhin ihm die Tierschutzorganisation PETA Tierquälerei vorwarf. Außerdem wurde sein Kanal nach dieser weiteren kontroversen Aktion durch Paul in der Öffentlichkeit aus dem Preferred-Programm genommen. Dieses ermöglicht den größten Künstlern auf YouTube (außer Musikern), mehr Einnahmen pro geschalteter Werbung zu generieren.
Im Januar 2019 verkündete Logan Paul, er wolle „für einen Monat schwul sein“, was zu heftigen Reaktionen in der LGBT-Gemeinschaft führte. Grund dafür war seine Darstellung, Homosexualität sei eine Entscheidung – ein gängiges Vorurteil gegenüber homosexuellen Menschen. Eine solche Aktion gefährde die Akzeptanz, die über viele Jahre aufgebaut worden sei.
Logan Paul wird außerdem vorgeworfen, ein Luxusanwesen auf einem illegal bebauten öffentlichen Strandabschnitt auf Puerto Rico zu besitzen.
Im September 2021 veröffentlichte Paul ein NFT-basiertes Spiel namens Cryptozoo, an dem er nach eigenen Angaben sechs Monate lang gearbeitet hatte. Das Spiel war Gegenstand von Kritik, weil es Stockfotos enthielt statt der angekündigten handgemachten Kunst. Zudem bot es nicht den angekündigten Funktionsumfang und wurde breit kritisiert. Im Dezember 2022 veröffentlichte Coffeezilla, ein YouTuber, der Krypto-Betrügereien aufdeckt, auf seinem YouTube-Kanal eine dreiteilige Doku-Serie über das Spiel.

## Wrestling
- World Wrestling Entertainment
  - WWE United States Championship (1×)

## Filmografie

### Film
- 2014: Rainbow Man (Kurzfilm)
- 2016: Chainsaw (Kurzfilm)
- 2016: The Thinning
- 2017: The Space Between Us
- 2017: Where’s the Money
- 2017: Den Sternen so nah (The Space Between Us)
- 2018: The Thinning 2: New World Order
- 2020: Valley Girl

### Fernsehserien
- 2015: Law & Order: Special Victims Unit (Episode: „Intimidation Game“)
- 2015: Weird Loners (Episode: „Weird Pilot“)
- 2016: Stitchers (Episoden: „The Two Deaths of Jamie B.“ und „The One That Got Away“)
- 2016: Walk the Prank (Episode: „So You Think You Can Middle School Dance“)
- 2016: Bizaardvark (Episode: „The First Law of Dirk“)

### Web
- 2014: Bad Weather Films (Episode: „Rainbow Man“)
- seit 2015: Logan Paul[39]
- 2016: Logan Paul Vs.[40]
- seit 2016: Foursome

## Diskografie

### Singles
- 2017: Help Me Help You (feat. Why Don’t We, US: Platin)[41]

### Gastbeiträge
- 2017: The Song Of The Summer (Seven Bucks feat. Logan Paul and Desiigner)

### Promo-Singles
- 2016: 2016
- 2017: The Fall of Jake Paul (feat. Why Don’t We)
- 2017: I Love You Bro (mit Jake Paul)
- 2017: The Rise of the Paul (feat. Jake Paul)
- 2017: Hero (feat. Zircon)
- 2017: Outta my Hair
- 2017: No Handlebars
- 2017: Santa disstrack
- 2018: The Number Song